# Sebastião Rodrigues Soromenho
 (avril 2018).
Si vous disposez d'ouvrages ou d'articles de référence ou si vous connaissez des sites web de qualité traitant du thème abordé ici, merci de compléter l'article en donnant les références utiles à sa vérifiabilité et en les liant à la section « Notes et références ».
Sebastião Rodrigues Soromenho (c. 1560–1602) (Sebastián Rodríguez Cermeño en espagnol) est un explorateur portugais, né à Sesimbra (Portugal), désigné par le roi Philippe II pour naviguer le long des côtes de la Californie, dans les années 1595 et 1596, afin de cartographier la côte ouest Américaine et de définir les voies maritimes de l'océan Pacifique.

## Début de sa vie
On sait peu de choses sur Soromenho. Il s'agit probablement du même homme que Sébastien Rodrigues, pilote sur le galion de Manille, Santa Ana, capturé par Thomas Cavendish, en 1587. Il possédait un navire dénommé le "200-ton ship".

## Voyage
Le galion de Manille San Agustin est envoyé à partir des Philippines pour arpenter la côte et déterminer ce que sont devenus l'Oregon et la Californie, et ensuite terminer le voyage à Acapulco, au Mexique. Transportant 130 tonnes de cargaison, le navire se déplace avec un poids d'environ 200 tonnes. Soromenho a été nommé capitaine pour le voyage du San Agustin en raison de ses compétences professionnelles en tant que navigateur.
Le 5 juillet 1595, le San Agustin navigue à partir de Manille avec sa cargaison, des passagers, et quelques soldats. Le 4 novembre 1595, il atteint la terre ferme entre la pointe Saint-Georges et Trinidad en Californie. Soromenho suit la côte sud jusqu'à Drakes Bay, où il jette l'ancre le 7 novembre. Il est accueilli par les indigènes américains d'une manière similaire à celle de Francis Drake, 16 ans plus tôt, mais sans la peur et la réticence exposées lors de cet événement. Fin novembre, le San Agustin est au mouillage lors d'une grande tempête provenant du sud ou du sud-ouest. Le navire entraîné par l'ancre coule. Plusieurs vies sont perdues (le bilan varie entre sept et douze morts) ainsi que toutes les marchandises (principalement de la soie, de la cire et de la porcelaine).
La construction d'une vedette apportée des Philippines est achevée. Près de 80 personnes naviguent dans cette vedette, qui porte désormais le nom de San Buenaventure, le 8 décembre. Recherchant l'itinéraire le plus rapide vers le sud, l'expédition ne remarque pas la Baie de San Francisco. Ils arrivent à la Puerta de Chacala, au Mexique, le 17 janvier 1596.